# Планковская температура
Пла́нковская температу́ра — единица температуры в планковской системе единиц; названа в честь немецкого учёного-физика Макса Планка.
В планковской системе в качестве основных единиц выбраны следующие фундаментальные физические постоянные: скорость света {\displaystyle c}, гравитационная постоянная {\displaystyle G}, постоянная Дирака (постоянная Планка, делённая на 2π) {\displaystyle \hbar } и постоянная Больцмана {\displaystyle k}. Через эти единицы планковская температура {\displaystyle T_{P}} выражается следующим образом:
{\displaystyle T_{\text{P}}={\frac {1}{k}}{\sqrt {\frac {\hbar c^{5}}{G}}}.}
Если выразить входящие в формулу величины в единицах Международной системы единиц (СИ), то получится значение планковской температуры в СИ. Использование наиболее точных на 2022 год значений {\displaystyle c,\,G,\,\hbar } и {\displaystyle k} даёт
{\displaystyle T_{\text{P}}=1,416\,784\cdot 10^{32}~{\text{K}}}
с относительной погрешностью (относительным стандартным отклонением), равной 1,1⋅10−5. Таким образом, единица температуры в Планковской системе единиц на 32 порядка больше, чем единица температуры кельвин в СИ.
Планковская температура — одна из планковских единиц, представляющих собой фундаментальный предел в квантовой механике. Современная физическая теория не способна описать что-либо с более высокой температурой из-за отсутствия в ней разработанной квантовой теории гравитации. Выше планковской температуры энергия частиц становится настолько большой, что гравитационные силы между ними становятся сравнимы с остальными фундаментальными взаимодействиями. В соответствии с текущими представлениями космологии, это температура Вселенной в первый момент (планковское время) Большого взрыва.
Любое сообщение энергии системе с планковской температурой приведёт не к повышению этой самой температуры, а наоборот к охлаждению всей системы через формирование чёрных дыр. Таким образом, любая энергия, попавшая в систему с планковской температурой, неизбежно конвертируется в массу.
Излучение, генерируемое системой с планковской температурой, будет обладать длиной волны, равной планковской длине.
Если существуют кугельблицы, то их температура превышает планковское значение.